# فستوكة جرجرية
الفستوكة الجرجرية (باللاتينية: Festuca djurdjurae) نوع نباتي يتبع جنس الفستوكة من الفصيلة النجيلية.

## الموئل والانتشار
موطنها جبال جرجرة في المغرب العربي.

## الوصف النباتي
النبات عشبي معمر.

## مرادفات الاسم العلمي
- (باللاتينية: Festuca duriuscula var. djurdjurae Trab.)